# Université de Kagoshima
L'Université de Kagoshima (鹿児島大学, Kagoshima Daigaku, couramment abrégée en Kadai, 鹿大) est une université nationale japonaise, située à Kagoshima, dans la préfecture de Kagoshima.

## Composantes
L'université est structurée en facultés de 1er cycle (学部, gakubu), qui ont la charge des étudiants de 1er cycle universitaire, et en facultés de cycles supérieurs (研究科, kenkyūka), qui ont la charge des étudiants de 2e et 3e cycle universitaire.

### Facultés de1ercycle
L'université compte 8 facultés de 1er cycle (学部, gakubu).

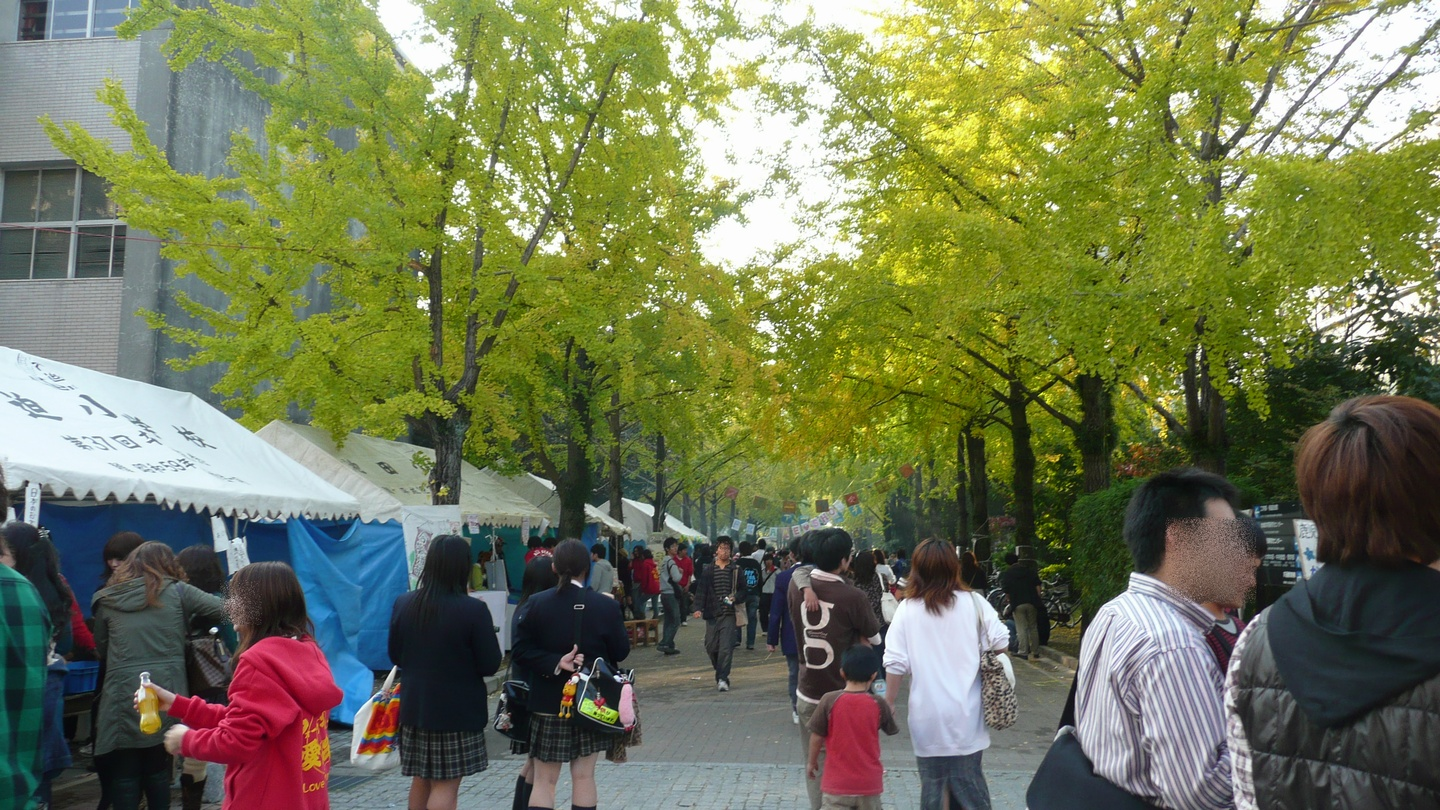
Festival annuel de l'université

- Faculté de droits, d'économie, et des humanités.
- Faculté d'éducation
- Faculté de science
- Faculté de médecine
- Faculté d'odontologie
- Faculté d'ingénierie
- Faculté d'agriculture
- Faculté de pêche

### Facultés de cycles supérieur
L'université compte 11 facultés de cycles supérieurs (研究科, kenkyūka).
- Faculté de sciences humaines et sociales
- Faculté d'éducation
- Faculté des sciences de la santé
- Faculté de science et d'ingénierie
- Faculté d'agriculture
- Faculté de pêche
- Faculté de sciences médicales et dentaires
- École de droit
- École professionnelle de psychologie clinique
- Faculté d'agriculture, commune avec d'autres universités nationale de la région pour le programme de 3e cycle universitaire[2].
- Faculté de médecine vétérinaire, commune avec d'autres université nationales de la région[3].